# 51-й окремий гвардійський вертолітний полк (СРСР)
51-й окремий гвардійський вертолітний полк (51 гв. ОВП, в/ч 01094) — полк армійської авіації у складі Київського військового округу Збройних сил СРСР.
З 1992 року увійшов до складу Національної гвардії України як 51-ша окрема вертолітна бригада.

## Історія

### Друга світова війна
У вересні 1943 року Державний Комітет Оборони СРСР ухвалив рішення про формування полку важких бомбардувальників на літаках ТБ-3. Для виконання рішення, 10 льотних екіпажів з полку важких бомбардувальників, що дислокувались в поселенні Хурба на Амурі та 10 льотних екіпажів з гвардійської дивізії, що дислокувалась в поселенні Антонівка в Приморрі були відряджені на аеродром «Польовий» Московського військового округу, літаки ТБ-3 для комплектування полку авіаційною технікою прибули з фронтів. Так було сформовано 1017-й важко–бомбардувальний авіаційний полк, що складався з трьох авіаційних ескадрилей по 10 літаків ТБ-3 у кожній. Командиром полку призначено гвардії майора Старосельцева І. П.
З жовтня 1943 року по травень 1944 року полк дислокується на аеродромі «Добринське» біля міста Владимир і виконує завдання по забезпеченню бойових дій партизанських загонів в тилу противника, вперше в історії авіації відпрацьовується можливість доставки за лінію фронту танкеток на літаках ТБ-3. З травня по жовтень 1944 року полк базується на аеродромі міста Клін і бере безпосередню участь в підготовці повітряного десанту на аеродромах «Калінін», «Киржач», «Тейково», «Медвежі озера», викидаючи десант і бойову техніку.
В жовтні 1944 року Згідно постанови Державного Комітету Оборони 1017 ВБАП перейменовано в 51-й авіаційно-транспортний полк і перебазовано на аеродром «Мігалово» в місті Калінін (нині м. Твер). Тут відбулося формування 21-ї гвардійської авіаційно-транспортної дивізії 9-го гвардійського авіаційного корпусу Повітряно-десантних військ Червоної Армії.

### Угорська революція
До 1957 року в Олександрії, на базі 298-го гвардійського парашутно-десантного полку 100 гв. ПДД, дислокувався 109-й гвардійський парашутно-десантний полк. Але, у зв'язку з подіями революції в Угорщині, він був передислокований на територію Прикарпатського військового округу в м. Коломия і брав активну участь у придушенні угорського повстання. У вересні 1957 року в Олександрію перебазувалася 21-ша гвардійська авіаційно-транспортна дивізія (в/ч 13732) в складі 2-х полків (49, 51) з Далекосхідного військового округу. Основна частина особового складу 51-го гвардійського транспортного полку в 1957 році приступає до перенавчання з літаків Лі-2 на нову бойову техніку — вертольоти Мі-4. До січня 1958 року 15 екіпажів були повністю готові до виконання бойових завдань.
У грудні 1959 року полк перейменовується в 51-й гвардійський окремий вертолітний полк, а з березня 1963 року до складу полку включається окремий батальйон АТЗ, в/ч 64678. З 1963 року на озброєння полку починають надходити важкі транспортні вертольоти Мі-6. До листопада того ж року в складі частини перебувають вже дві ескадрильї вертольотів Мі-6 і дві — вертольотів Мі-4. З 1963 року на озброєння полку починають надходити важкі транспортні вертольоти Мі-6.
У 1964 році льотчики полку беруть участь в ліквідації наслідків повені в Дніпропетровській області. Перевезено 4 743 людини.

### Придушення Празької весни
З серпня по жовтень 1968 року дві ескадрильї на вертольотах Мі-4 у складі 20 екіпажів виконують бойові завдання в Чехословаччині. За цей час виконано 412 бойових вильотів для супроводу танкових колон і перевезення вантажів із загальним нальотом 2200 годин. За виконання бойових завдань нагороджені: орденом Червоної Зірки — 7 осіб, медаллю «За бойові заслуги» — 8 осіб.
У 1969 році полк бере участь в ліквідації наслідків стихійних лих в Україні, Узбекистані, Туркменії.
У 1972 році ескадрильї приступають до перенавчання на новий вид техніки — вертольоти Мі-8.

### Війна в Афганістані
З 1980 по 1989 роки льотно-технічний склад полку бере участь в бойових діях в Республіці Афганістан. Згідно з директивою МО СРСР від 04.01.1980 року, ескадрилья під командуванням підполковника О. М. Кучеренко в складі 112 офіцерів, 22 прапорщиків і 14 солдатів на вертольотах Мі-8 спрямована в Афганістан. Всього 547 осіб зі складу полку взяли участь у бойових діях на території Афганістану, в тому числі 96 осіб — двічі.

### Аварія на ЧАЕС
У 1986 році особовий склад полку бере участь в ліквідації аварії на Чорнобильській АЕС. У ніч з 26 на 27 квітня 51-й окремий вертолітний полк було приведено в підвищену ступінь бойової готовності. З першого ж дня аварії 14 екіпажів Мі-6 і 12 екіпажів Мі-8 під командуванням полковника А. І. Серебрякова перебазовуються на аеродром Чернігівського ВВАУЛ і приступають до виконання поставлених завдань. В ліквідації аварії брали участь 163 військовослужбовці полку. Виконано 429 польотів, з нальотом над територією АЕС — 128 годин. Скинуто 764 тонни вантажів, перевезено 233 особи.
У 1990 році полк був піднято тривозі і в повному складі перебазовано на аеродром міста Гянджа (Азербайджан), звідки протягом трьох місяців виконував польоти в зону бойових дій в Нагірному Карабасі.
1 січня 1992 року на базі 51-го гвардійського окремого вертолітного полку сформована 51-ша окрема вертолітна бригада Національної гвардії України. До складу бригади увійшла 13-та окрема вертолітна ескадрилья. Першим командиром бригади призначений полковник Бондарчук В'ячеслав Михайлович. На озброєнні бригади перебували вертольоти Мі-6, Мі-8Т/МТ/С/ПС, Мі-9, Мі-24В/К/Р/П.

## Оснащення
до 1972:
- Мі-4 — ~40

на 1991:
- Мі-6А — 26
- Мі-8 — 29